# Du Terrail
Met de Du Terrail wordt in het algemeen bedoeld Louis de Comboursier (geboren ? - Genève 1609). Du Terrail was Markies van Terrail, Heer van Rattier, Burggraaf van Ravel, baron van Moysack, enz. en een Franse banneling in Spaanse dienst als explosieven expert tijdens de Tachtigjarige Oorlog.

## Biografie
Du Terrail was zijn carrière begonnen als vaandrig in het leger van de koning van Frankrijk. Hij was daar uit de gratie geraakt en vanuit Frankrijk naar de Nederlanden gevlucht, en daar in dienst getreden van de Spanjaarden tijdens de Tachtigjarige Oorlog. Hij was een expert in het maken van springmijnen, en had al tijdens de aanvallen op Bergen op Zoom tot tweemaal toe de stadspoorten doen springen, evenals in Bredevoort en Sluis. Nadat alle pogingen om genoemde steden te veroveren waren mislukt deed hij zijn beklag bij de aartshertog. Deze liet daarop meteen een aantal betrokkenen onthoofden in Brussel. Du Terrail die nu vreesde dat zijn eigen leven ook niet zeker zou zijn, vluchtte daarop terug naar Frankrijk om gratie te vragen. Hij verklaarde dat hij op bedevaart was geweest en werd weer toegelaten aan het Franse hof. Na een tijdje kreeg Du Terrail echter een conflict met een edelman aan het hof, en stak deze onder de ogen van de koning dood. Waarop Du Terrail weer naar Nederland moest vluchten. Echter Du Terrail vond dat hij in Spaanse dienst onderbetaald werd, ging uiteindelijk in dienst bij de Hertog van Savoye.

## Genève
De Hertog van Savoye was al een tijd van plan om Genève in te nemen, en daarbij kwam een explosievenexpert goed van pas. Tijdens zijn tocht samen met ingenieur La Bastide naar Genève werd Du Terrail echter door een soldaat herkend die in Nederland had gediend, en werden beiden gevangengenomen. La Bastide werd hardhandig ondervraagd middels een pijnbank en maakte hun plannen openbaar. Toen Du Terrail ook naar de pijnbank moest bekende hij meteen. De Franse koning die van de bekentenis hoorde zei dat een executie niet onaangenaam was. De rechters oordeelden dat een aanslag op een stad in vredestijd een halszaak was, en op 16 april 1609 werd La Bastide opgehangen en Du Terrail onthoofd, en zo eindigde zijn leven.